# کریستوفر کوپل
کریستوفر کوپل (انگلیسی: Christophe Copel؛ زادهٔ ۲۰ اوت ۱۹۸۶) بازیکن فوتبال اهل فرانسه است.
از باشگاه‌هایی که در آن بازی کرده‌است می‌توان به باشگاه فوتبال المپیک مارسی و باشگاه فوتبال سرن یونایتد اشاره کرد.
وی همچنین در تیم ملی فوتبال Provence بازی کرده‌است.